# آگریپا (دهانه)
آگریپا یک دهانه برخوردی در ماه‌ است.

## دهانه‌های اقماری
این دهانه ۷ دهانه اقماری دارد.
| Agrippa | عرض جغرافیایی | طول جغرافیایی | قطر          |
| ------- | ------------- | ------------- | ------------ |
| B       | ۶.۲° N        | ۹.۴° E        | ۴.۰ کیلومتر  |
| E       | ۵.۲° N        | ۸.۵° E        | ۵.۰ کیلومتر  |
| D       | ۳.۸° N        | ۶.۷° E        | ۲۰.۰ کیلومتر |
| G       | ۳.۹° N        | ۶.۲° E        | ۱۳.۰ کیلومتر |
| F       | ۴.۴° N        | ۱۱.۴° E       | ۶.۰ کیلومتر  |
| H       | ۴.۸° N        | ۱۰.۷° E       | ۶.۰ کیلومتر  |
| S       | ۵.۳° N        | ۸.۹° E        | ۳۲.۰ کیلومتر |